# Thuarea
Thuarea is een geslacht uit de grassenfamilie (Poaceae). De soorten van dit geslacht komen voor in Afrika, gematigd Azië, tropisch Azië, Australazië en Oceanië. 

## Soorten
Van het geslacht zijn de volgende soorten bekend: 
- Thuarea involucrata
- Thuarea involuta
- Thuarea latifolia
- Thuarea media
- Thuarea perrieri
- Thuarea sarmentosa